# حادثة 13 مايو
حادثة 13 مايو هي حادثة عنف طائفي بين صينيي ماليزيا والملايو دارت أحداثها في كوالالمبور (كانت حينها جزءًا من ولاية سلاغور) في ماليزيا عام 1969. وقعت أحداث الشغب عقب الانتخابات الماليزية العامة لعام 1969، والتي حققت الأحزاب المحلية خلالها مكاسبًا على حساب التحالف الحاكم، وهو حزب الاتحاد. تقدر التقارير الرسمية عدد ضحايا أحداث الشغب بـ 196، بينما تشير مصادر الدبلوماسيين الغربيين في تلك الفترة إلى أن العدد يقارب الـ 600، ومعظم الضحايا من الصينيين. أدت الاضطرابات العرقية إلى إعلان الحاكم الأعلى لماليزيا، والذي يُطلق عليه لقب يانغ دي–برتوان أغونغ، حالة الطوارئ في البلاد، ما دفع الحكومة الماليزية إلى تعليق البرلمان، بينما تأسس مجلس العمليات القومية بصفة حكومة تصريف الأعمال ليحكم البلاد مؤقتًا بين عامي 1969 و1971.
لتلك الحادثة أهمية في السياسة الماليزية، فهي التي أدت إلى تنحي رئيس الوزراء تونكو عبد الرحمن من منصبه ليخلفه عبد الرزاق بن حسين. وأدت في نهاية المطاف إلى تغيير سياسة الحكومة، فأصبحت تحابي الماليزيين إثر تطبيق السياسة الاقتصادية الجديدة.

## البوادر

### الانقسام الإثني
في الحادي والثلاثين من شهر أغسطس عام 1957، نال اتحاد مالايا استقلاله من البريطانيين. لكن البلاد عانت من انقسام مادي عميق بين الصينيين الذين سيطروا على معظم المناطق الحضرية، والذين اعتُبروا متحكمين بقسم كبيرٍ من ثروة البلاد، وبين الملايو الأفقر والذين يعيشون في مناطق قروية بشكل عام. في المقابل، ضمن الدستور الموقعَ الامتيازي الخاص للسلطة السياسية الملاوية وفقًا لأحكام الفقرة 153 من الدستور، والذي كُتب أثناء استقلال البلاد.
برزت جدالات ساخنة بين الجماعات الملاوية التي ترغب باتخاذ إجراءات راديكالية لإضفاء الصفة المؤسساتية على التفوق الملاوي، وبين الجماعات الصينية التي دعت إلى حماية مصالحها «العرقية»، لكن أعضاء حزب المعارضة غير الملاويين طالبوا بـ «ملايو الماليزية» بدلًا من الامتياز الملاوي. وسط تيار من التوترات العرقية في عام 1963، تأسست ماليزيا بصفتها اتحادًا يشمل ملايو (شبه الجزيرة الماليزية) وسنغافورة وشمال بورنيو وسارواك.
برزت عدة حوادث من الصراع العرقي بين الملاويين والصينيين قبل اضطرابات عام 1969. ففي بينانق مثلًا، تحولت العداوات بين المجموعات العرقية المختلفة إلى أحداث عنفٍ أثناء الاحتفال المئوي في مدينة جورج تاون، ما أدى إلى عدة أيامٍ من القتال وعددٍ من الضحايا، وهناك أيضًا أحداث شغب أخرى في عامي 1959 و1964، بالإضافة إلى أعمال شغب عام 1967 التي بدأت على شكل مظاهرة ضد تدهور قيمة العملة، لكنها تحوّلت إلى عمليات قتل عرقية. في سنغافورة، أدت العداوات بين العرقيات المختلفة إلى اضطرابات الشغب العرقية عام 1964، والتي ساهمت بدورها في انفصال سنغافورة عن ماليزيا في التاسع من شهر أغسطس عام 1965.

### الانتخابات الوطنية عام 1969
في انتخابات عام 1969، واجه التحالف الحاكم، حزب الاتحاد، تحديًا قويًا من طرف الأحزاب المعارضة، تحديدًا الحزبان الجديدان المؤلفان من أغلبية صينية، وهما حزب العمل الديموقراطي وحزب حركة الشعب الماليزي (بارتي غيراكان). سبق تلك الانتخابات تفشٍ في الحوادث العرقية التي أسهمت في توتر الجو. قُتل سياسي ملاوي على يد عصابة صينية في بينانق، بينما أُردي شاب صيني قتيلًا على يد الشرطة في كوالالمبور. دعى الخصماء الراديكاليون إلى مقاطعة الانتخابات وهددوا باللجوء إلى العنف، لكن مراسم دفن الشاب الصيني المتوفي جرت قبل الانتخابات بسلام.
عُقدت الانتخابات العامة في العاشر من شهر مايو عام 1969، ومرّ يوم الانتخابات بدون أي حوادث. أظهرت النتائج فوز الاتحاد بأقل من نصف الأصوات، وتلك نكسة كبيرة للائتلاف الحاكم. على الصعيد المحلي، حاز الاتحاد على أغلبية مقاعد البرلمان، بينما خُفّض عدد المقاعد التي حاز عليها المؤلِف الصيني من الاتحاد، وهو الرابطة الصينية الماليزية، إلى النصف. على مستوى الدولة، حاز الاتحاد على أغلبية في سلاغور عبر الاشتراك مع المرشح المستقل الوحيد، فعملت المعارضة على الارتباط بالاتحاد من أجل الهيمنة على السلطة التشريعية في ولاية سلاغور (لكن في تلك الفترة، ومباشرة عقب الانتخابات، بدا من غير الواضح إن كان التحالف قادرًا على تسلم زمام الأمور). خسر الاتحاد سيطرته على كيلانتان (لصالح الحزب الإسلامي الماليزي) وبيراك، بينما سيطر بارتي غيراكان المعارض على الحكومة في بينانق.

### الاحتفالات التالية للانتخابات
في ليلتي الحادي عشر والثاني عشر من شهر مايو، احتفلت الأحزاب المعارضة وحزب بارتي غيراكان إثر نجاحها في الانتخابات، تحديدًا مسيرة حزب غيراكان الكبيرة التي رحبت بزعيم الحزب في. ديفيد. اعتُبرت المظاهرات التي نظمتها أحزاب المعارضة أعمالًا تحريضية بشدة، فتعرض الملاويون إلى التعيير والسخرية من طرف المشاركين غير الملاويين. يُقال أيضًا أن بعض أنصار المعارضة توجهوا نحو مقر رئيس وزراء سلاغور وطالبوه بالتخلي عن بيته ومسكنه لصالح شخص صيني.
اعتُبرت مظاهر احتفالات الأحزاب المعارضة هجومًا على السلطة السياسية الملاوية. وعلى الرغم من أن نتائج الانتخابات جاءت لمصلحة الملاويين بصرف النظر عن الخسائر، ادعت صحيفة أتوسان ملايو الماليزية في قسمها التحريري أن نتائج الانتخابات تعرّض مستقبل الحكم الملاوي للخطر، ويتوجب اتخاذ إجراء فوري لدعم الحكم الملاوي ومنعه من الانهيار. في الثاني عشر من شهر مايو، أبلغ أعضاء من شباب المنظمة الوطنية الملاوية المتحدة رئيسَ الوزراء السلاغوري هارون بن إدريس أنهم يريدون تنظيم مسيرة.
أعلنت المنظمة عن المسيرة، والتي بدأت من مقر هارون بن إدريس. تحدث تونكو عبد الرحمن لاحقًا عن هذه المسيرة الانتقامية قائلًا: «مسيرة محتومة، وإلا انخفضت معنويات أعضاء الحزب بعدما أظهرت المعارضة قوتها وبعد الاتهامات التي أُلقيت عليهم». جُلب الملاويون من المناطق الريفية إلى كوالالمبور، والتي كانت حينها مدينة ذات أغلبية صينية. وصل آلاف الملاويين، بعضهم مسلح، للمشاركة في الموكب.

## أعمال الشغب

### الأحداث الأولى
خُطط لمسيرة المنظمة الوطنية الملاوية المتحدة في السابعة والنصف مساءً في الثالث عشر من مايو. في صباح اليوم المفترض، بدأ الملايو التجمع حول مقر رئيس الوزراء السلاغوري هارون بن إدريس الواقع في شارع جالان راجا مودا في جَيْبِ كامبونغ بارو، على الرغم من وجود بعض الأشخاص هناك وتظاهرهم منذ صباح الأحد. جاء الملاويون من مختلف أصقاع سلاغور، مثل مورب وبانتنغ، وجاء بعضهم الآخر من أجزاء من إقليم فيرق. وفقًا لتقرير أصدره مجلس العمليات القومي، ففي نحو الساعة السادسة مساءً، اندلعت أولى القتالات في ستاباك بين مجموعة من الملاويين القادمين من غومباك إلى المسيرة، وبين الواقفين الصينيين الذين شتموهم، فتصاعد القتال إلى تراشق بالزجاجات والجحارة. وصلت أنباء القتال إلى الحشد المتجمع في شارع جالان راجا مودا، وقبيل الساعة السادسة والنصف مساءً، توقف الكثير من الملاويين عن التظاهر في نقطة التجمع حول منزل رئيس الوزراء، وتوجهوا نحو الأحياء الصينية الملاصقة. أحرق الملاويون، المسلحون بالخناجر (الكريسات) والسكاكين (الباراغات)، السيارات والمحال، ومارسوا القتل والنهب في مناطق المواطنين الصينيين، وفقًا لمجلة تايم، قُتل ما لا يقل عن 8 صينيين في الهجوم الأولي. حالما تفشى العنف، انتشر بسرعة فائقة وبطريقة لا يمكن التحكم بها عبر المدينة خلال 45 دقيقة فقط، فوصل إلى منطقة دانغ وانغي وشارع جالان توانكو عبد الرحمن (شارع باتو سابقًا) ومنطقة كيرامات وقرية كامبونغ باندان وبلدة تشراس وجنوب بانغسار.